# 後壁安溪國小原辦公廳及禮堂
23°20′00″N 120°21′39″E / 23.333205°N 120.360809°E
後壁安溪國小原辦公廳及禮堂位於臺灣臺南市後壁區，於民國九十二年（2004年）9月22日公告為歷史建築。該建築興建於二次大戰後初期，為木造建築，禮堂目前依然是學校集會場所以及室內體育場，而辦公廳已改為禮儀教室，另外也作為學生作品展示、教師會議廳、輔導室、退休教師聯誼室、義工團辦公室、家長委員會聯誼室等用途。

## 沿革

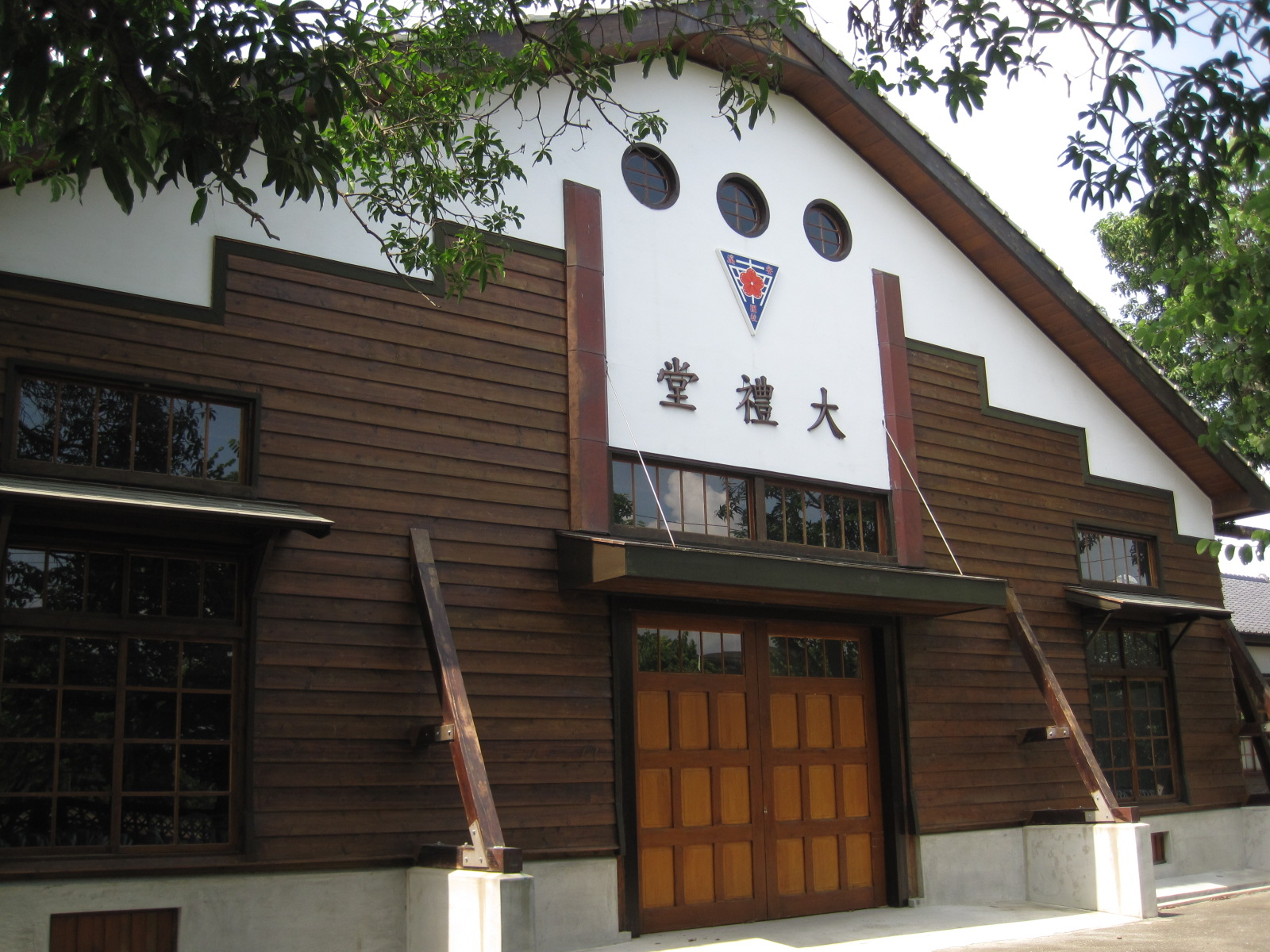
禮堂

安溪國小的歷史可追溯至臺灣日治時期的大正三年（1914年）4月20日，當時是借用安溪寮庄250番地的林家祖廟上課，而教職員只有教諭松田鐵太郎與雇員黃城，而學生只有四名男童。大正五年（1916年）時新校舍落成，正式成立「店仔口公學校安溪寮分校」，後來到了大正十年（1921年）才獨立成安溪寮公學校，而「臺南縣安溪國民小學」之名則是到了民國五十七年（1968年）時才出現。
列為歷史建築的舊辦公廳落成於民國四十二年（1953年），而禮堂則是民國四十四年（1955年），離二次大戰並不會太遠。此時由於大多數學校建築仍沿用日治時期的木造校舍風格，加上當時木材的取得較磚材容易，所以兩棟建築均大量使用木材，為磚木混合建築。落成之後，禮堂曾在民國八十年（1991年）6月時整修，而辦公廳則是於民國八十五年（1996年）時整修過。

## 建築
舊辦公廳座西朝東，是一層樓平房，佔地177平方公尺，上面是鋪著灰色雲田瓦的錣屋頂，而正面屋頂上還開有半圓形小窗。建築基座部分為磚造洗石子，而上面的牆壁則是日式木作雨淋板，而在雨淋板牆面上面的水平簷板與屋頂之間則是平面白色粉刷，表面並作粗糙面處理。正面入口為雙扇大門，其門廊前端兩側各由三根立在磚造洗石子基座上的方型細長木柱支撐，而同側木柱之間有用木條排成的菱形裝飾。洗石子基座平面呈L形，右邊基座題有「進則思公 退則思過」，左邊的則題「民國壬辰年奠基 校長吳慶麟題」。門廊前方為階梯，兩側則為弧形坡道，而門廊上面則掛有據說是戰後第四屆畢業生捐贈的「禮義廉恥」匾額。而在辦公廳南邊及北邊都開了四扇窗戶與一個單扇小門，西邊則是開了兩扇窗戶。
禮堂亦為一層樓的磚木混合建築，座北朝南，佔地425平方公尺，現在鋪著鋼浪板的屋頂是日式懸山頂。禮堂基座為磚砌洗石子，牆面為木造雨淋板，但內部則是編竹夾泥牆。禮堂僅於正面與兩側開有門，北邊的背面只有開窗。